# Turtle Mountain (berg i Kanada, Manitoba)
Turtle Mountain är ett berg i Kanada.   Det ligger i provinsen Manitoba, i den sydöstra delen av landet, 1 900 km väster om huvudstaden Ottawa. Toppen på Turtle Mountain är 694 meter över havet, eller 7 meter över den omgivande terrängen. Bredden vid basen är 0,37 km. Turtle Mountain ligger vid sjön Cavalier Lake.
Terrängen runt Turtle Mountain är huvudsakligen platt. Runt Turtle Mountain är det mycket glesbefolkat, med 6 invånare per kvadratkilometer.. 
Omgivningarna runt Turtle Mountain är en mosaik av jordbruksmark och naturlig växtlighet.